# Imbert de La Platière des Bordes
 Imbert de La Platière des Bordes , mort le 11 février 1519 à Paris, est un prélat français du XVIe siècle.Il est fils de Philibert de La Platière, seigneur de Frasnay-les-Chanoines, troisième baronnie du duché de Nevers, et de Marie de Fontenay, sœur de l'évêque Pierre de Fontenay. Il est l'oncle d'Imbert de La Platière de Bourdillon, maréchal de France

## Biographie
Imbert de La Platière est prieur de Saint-Eloi de Paris, conseiller au parlement de Paris, chanoine de Notre-Dame et doyen de la cathédrale de Nevers. Il est élu évêque de Nevers en 1512.
Ce prélat est le dernier des évêques de Nevers élu par le chapitre en vertu de la Pragmatique Sanction. Il dédie en 1514 l'église collégiale de Frasnay-les-Chanoines et fait imprimer en 1515 un nouveau missel de Nevers.